# Jeane Manson
Jeane Manson (* 1. Oktober 1950 in Cleveland, Ohio) ist eine US-amerikanische Schauspielerin und Sängerin. Zu ihren bekanntesten Liedern zählen die Hits Avant de nous dire adieu, Une femme (1976), La chapelle de Harlem, Ce n'est qu'un au revoir (1977) und Vis ta vie, das 1980 auf Platz eins der französischen Singles-Charts stand.

## Leben und Wirken
Manson wuchs zum Teil in Mexiko auf. Sie debütierte als Schauspielerin in einer größeren Rolle im Filmdrama Hot Thrills and Warm Chills aus dem Jahr 1967. Manson wurde im August 1974 Playmate des Monats der Zeitschrift Playboy. Sie trat für Luxemburg 1979 im Eurovision Song Contest in Jerusalem an, wurde 13. mit dem Lied J’ai deja vu ça dans tes yeux. Im französisch schweizerischen Film La trace (1983) spielte sie eine größere Rolle – genauso wie in der französisch-deutschen Fernsehkomödie Nicht aus Liebe (1998) und im Actionthriller The Piano Player (2002), in dem sie neben Christopher Lambert, Dennis Hopper und Diane Kruger zu sehen war.
Manson verkaufte in den Jahren 1976 bis 1996 über 20 Millionen Tonträger mit ihren Musikaufnahmen. Sie wurde für diese Arbeit von der französischen Regierung mit dem Ordre des Arts et des Lettres ausgezeichnet.
Manson war dreimal verheiratet: In den Jahren 1977 bis 1979 mit dem Filmproduzenten André Djaoui, Anfang der 1980er Jahre mit dem Schauspieler Robert Viharo und in den Jahren 1983 bis 1986 mit dem französischen Schauspieler Richard Berry. Sie hat aus der ersten und aus der dritten dieser Ehen jeweils ein Kind.

## Filmografie (Auswahl)
- 1967: Hot Thrills and Warm Chills
- 1973: The Young Nurses
- 1974: Ein Bulle für alle Fälle (Dirty O'Neil)
- 1974: Caged Woman II (Nightmare Circus)
- 1975: Schöne Küsse aus Fernost (Bons baisers de Hong Kong)
- 1976: The Acrobat (L'Acrobate)
- 1983: Ein Mann wie Dynamit (10 to Midnight)
- 1983: La trace
- 1992: Regina auf den Stufen (Fernsehserie)
- 1998: Nicht aus Liebe (Corps plongés)
- 2002: The Piano Player
- 2006: Peter Pan a grandi et John Lennon est mort (Kurzfilm)

## Diskografie

### Alben
- Jeane Manson (1977)
- Lovingly (1977)
- Fly to New York City (1979)
- Stand by me (1980)
- Jeane Manson canta en Español (1980)
- Jeane Manson (1981)
- La belle histoire de Shirley Violette (1981)
- Aux USA (1982)
- Mes photos couleur (1983)
- Ange ou démon (1985)
- Songe d’une nuit (1988)
- Jeane Manson y el Mariachi Mezcal (1992)
- Je n’aime que toi (1992)
- Dédicace – Concert à la salle Gaveau (1995)
- Country girl (1996)
- Un nouveau monde (1998)
- Jeane Manson chante les plus grands airs classiques (1999)
- Gospel (2001)
- Amour caché (2004)
- En public (2006) – Wiederveröffentlichung von 1995, CD + DVD
- Une américaine à Paris – 30 ans de chansons (2007)

### Singles
- Avant de nous dire adieu (1976)
- Une femme (1976)
- La chapelle de Harlem (1977)
- Ce n’est qu’un au revoir (1977)
- Un enfant est né (1977)
- No volveré (1977)
- Fais-moi danser (1978)
- J’ai déjà vu ça dans tes yeux (1979)
- Fly to New York City (1979)
- Vis ta vie (1979)
- Tu es venu (1980)
- L’étoile d’amour (1980)
- Amitié et amour (mit Kenny Loggins, 1981)
- Comme un bateau ivre (1981)
- Et j’en oublie de pleurer (1981)
- Aimer c’est mourir un peu (1982)
- Need you (1982)
- Love moi dans tes bras (1983)
- Besoin d’un homme (1983)
- Lucie et Daniel (1985)
- Je suis perdue (1985)
- Ne dis rien (1986)
- Hymne à la vie (1987)
- Te buscaré (1988)
- L’amour prison (1989)
- Those were the days (1990)
- Guantanamera (1992)
- The world should be ours (1993)
- C’est toi que j’aime (1996)
- Rester ou partir (1996)
- Yobel n’ayons pas peur (1997)
- Partir avec toi (1998)
- Avant de nous dire adieu (mit Yvhann Cévic, 2002)
- Hi je m’appelle Jeane (2008) (französische Version)
- Hi my name is Jeane (2008) (englische Version)
- Hola me llamo Jeane (2008) (spanische Version)